# Ленга, Ян Павел
Ян Па́вел Ле́нга (пол. Jan Paweł Lenga, MIC; род. 28 марта 1950, Городок, Каменец-Подольская область) — католический архиепископ Карагандинский на покое, член Папского Совета по межрелигиозному диалогу. Принадлежит к ордену мариан. Первый католический епископ Казахстана (1991). Гражданин Республики Казахстан.

## Биография
В 1975 году, для прохождения новициата и подготовки семинарийного курса, переехал с Украины в Латвию. Годичный новициат в ордене мариан провёл регулярно посещая монаха-духовного наставника. В 1978 году переехал из Латвии в литовский Каунас. Тайно окончил католическую духовную семинарию и также тайно 28 мая 1980 года был рукоположён епископом Винцентасом Сладкявичюсом. В 1981 году прибыл в Казахстан, где исполнял душепастырское служение в течение 10 лет.
13 апреля 1991 года назначен Апостольским Администратором Казахстана и Средней Азии и титулярным епископом Арбы. 28 мая 1991 года рукоположён в епископы.
7 июля 1999 года назначен епископом Караганды. 17 мая 2003 года получил персональный титул архиепископа.
5 февраля 2011 года папа римский Бенедикт XVI принял прошение об отставке Ленги, которое тот подал в соответствии с каноном 401 § 2 Кодекса канонического права:
Диоцезному епископу, который по слабости здоровья или по другой веской причине окажется не вполне способен исполнять свою должность, настоятельно предлагается подать прошение об отставке от неё.
Преемником Ленги был назначен апостольский администратор Атырау епископ Януш Калета.
В данное время архиепископ на покое является резидентом монашеского дома Конгрегации священников-мариан.
В 2018 году издал книгу «Я нарушаю сговор молчания», в которой назвал папу Франциска «узурпатором и еретиком». В 2019 году подписал «Декларацию истин, касающихся некоторых из самых распространенных ошибок в жизни Церкви в наше время». В документе излагалась консервативная позиция по вопросам евхаристии, брака и священства.
С 2020 года по решению Веслава Меринга, епископа Влоцлавека, Ленга должен воздерживаться от проповедей и публичного предстоятельства на богослужениях, а также от выступлений в СМИ в епархии Влоцлавека.

## Награды
- Медаль «10 лет независимости Республики Казахстан». Вручена 16 октября 2002 года[8].
- Командор ордена Заслуг перед Республикой Польша (29 июня 2011 года)[9]. Награда была вручена 2 сентября 2011 года. От имени Президента Польши это сделал воевода Великопольского воеводства Пётр Флёрэк[10].